# Estampage
 (février 2019).
Ne doit pas être confondu avec étampage (marquage au fer rouge)

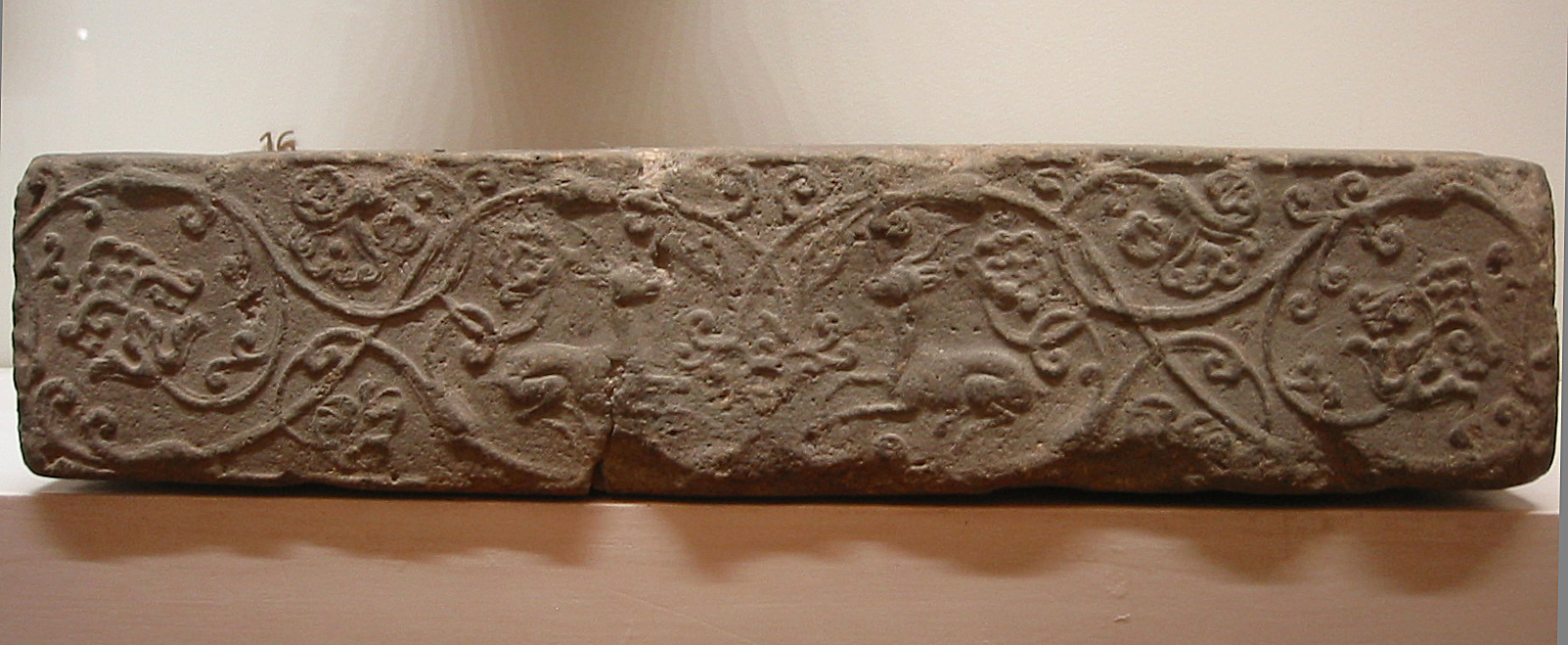
Motif estampé sur argile, donnant une brique décorative (Asie du Sud-Est, période Silla, VIIIe siècle).

L’estampage peut désigner deux procédés : 
- l’estampage industriel des aciers (forgeage) ;
- l’estampage artistique de divers matériaux.

## Principes de l'estampage industriel
L'estampage industriel consiste à déformer plastiquement un objet métallique (sans revenir à la forme d'origine) grâce à une "matrice" installée sur une presse hydraulique, mécanique, à vis ou un marteau-pilon. Ce procédé de forgeage à chaud peut se faire en plusieurs opérations, dont les premières sont appelées « ébauche », et la dernière « finition ».
Les ébauches permettent de répartir le métal, partant le plus souvent d'une forme cylindrique ou parallélépipédique, jusqu'à une forme se rapprochant de la finition. La dernière ébauche présente une dimension verticale plus importante et des dimensions horizontales moins importantes de quelques millimètres au maximum par rapport à la finition, permettant un forgeage sans pertes d'énergie dû au frottement sur les parois de l'empreinte. L'ébauche présente également des angles plus arrondis que la finition. En effet, les angles sont les endroits les plus difficiles à remplir de matière en forge.
La finition termine la déformation de la matière. Le résultat comprend la pièce brute et la bavure. Cette dernière est un excédent de métal que l'on retrouve tout autour de la pièce et qui assure un bon remplissage de l'empreinte. La bavure est ensuite séparée de la pièce brute grâce à un autre procédé de forge : l'ébavurage.
L'estampage est suivi de divers procédés de traitement thermique, comme le recuit, la trempe, et le revenu.
Le principal intérêt de l'estampage face à la fonderie est une mise en forme de la structure interne de l'acier, conduisant à des caractéristiques mécaniques supérieures. La fonderie ne permet pas cette déformation interne car la structure de l'acier apparaît lors de la transition entre les phases liquide et solide.
L'estampage est une technique similaire au matriçage. La différence entre ces deux procédés est l'utilisation de métaux différents. L'estampage se concentre sur le forgeage des aciers, composés principalement de fer, et le matriçage sur le forgeage des métaux non-ferreux.[réf. nécessaire]
La matrice inférieure est une pièce fixe, tandis que la partie supérieure est un pilon mobile qui vient frapper la pièce afin de la déformer. L’estampage peut être réalisé aussi bien à température ambiante qu’à une température plus élevée. Semblable aux autres techniques de forge, l’estampage améliore les propriétés du matériau de la pièce finale.

## Technique artistique

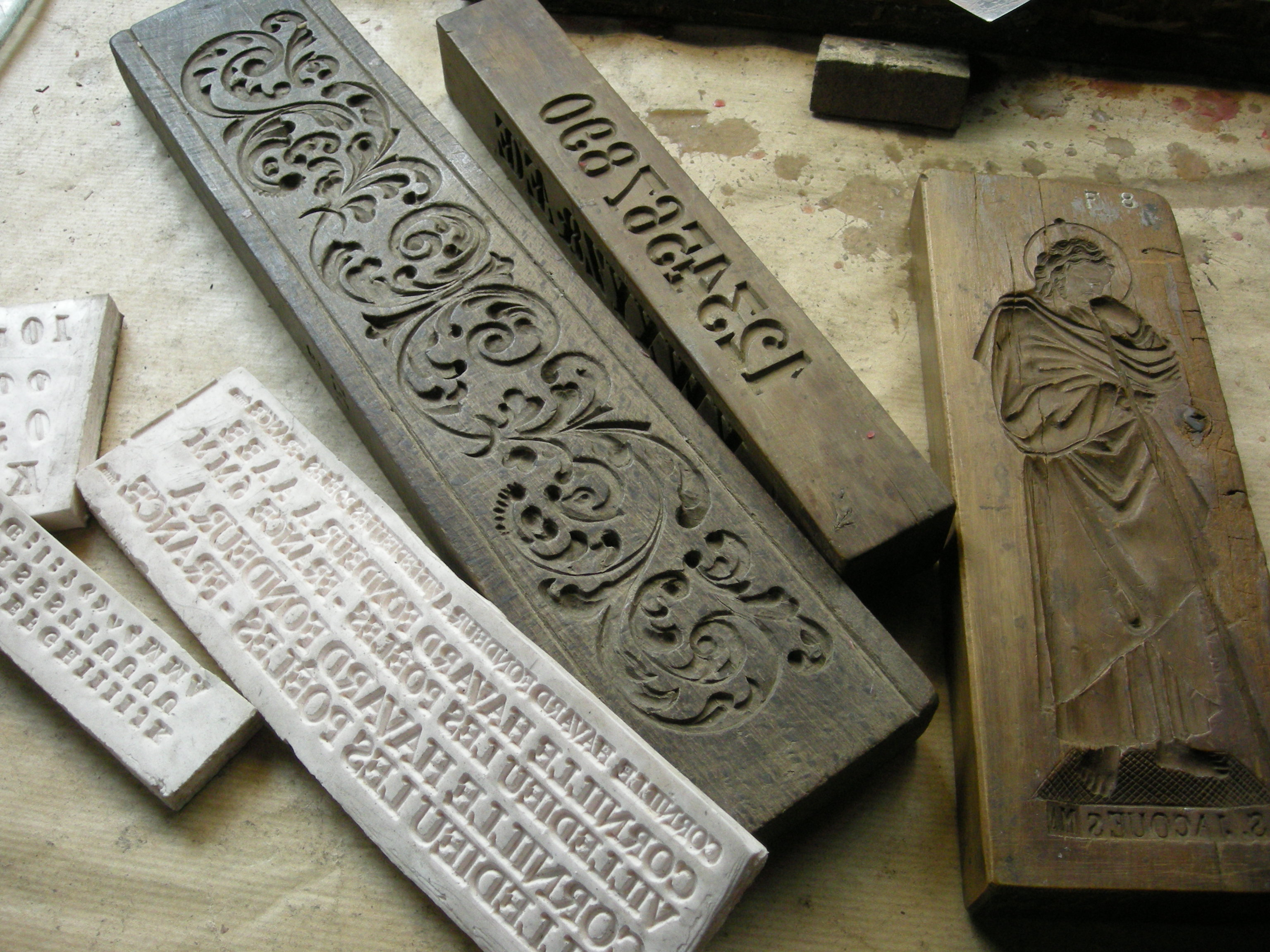
Matrices modernes et anciennes pour l’estampage des décors de cloches.

L’estampage est une technique de reproduction qui donne des estampes, et qui produit, éventuellement, des effets de relief par impression d’argile dans un moule en creux ou d’une feuille de papier sur une plaque gravée.
Plus généralement, l’estampage est une technique artistique utilisée pour donner forme ou relief en faisant l'empreinte d’une matière dure dans une matière malléable. La forme dure peut être plate ou incurvée, ou bien une roulette, qui permet de répéter un même motif indéfiniment.
Ainsi, des sculptures majeures sont éditées (avec une finesse de réalisation inatteignable par les techniques de moulage) en estampant de l’argile dans des formes de plâtre, puis en retouchant chaque pièce à la main. Les formes de plâtre sont en général elles-mêmes fabriquées par empreinte directe à partir de la sculpture originale.
Selon la complexité de l’œuvre plusieurs formes sont parfois nécessaires : une fois rapprochés, leurs creux respectifs composent un moule en trois dimensions. Les éléments en argile façonnés par estampage dans ces formes en plâtre sont ensuite assemblés à l’aide de barbotine (même argile mais plus liquide) et modelés jusque dans les détails les plus fins. Chaque pièce tirée a ainsi « la patte » du sculpteur modeleur qui l’a retouchée. Les pièces sont ensuite séchées, cuites et parfois patinées.

### Estampage en Chine

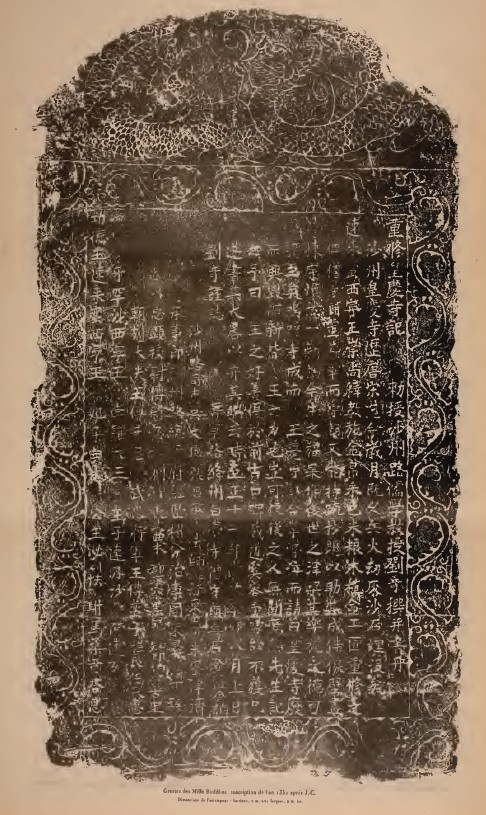
Estampage d'une stèle du XIVe siècle reproduit par Édouard Chavannes (1902).

La Chine ancienne connaît une variante de cette technique. Toutefois l’estampage chinois est la reproduction par frottis sur un papier spécial d’une œuvre qui primitivement n’était pas destinée à cet usage : bas-relief funéraire, inscription gravée dans la pierre (copies anciennes de peintures au trait, disparues). Mais les stèles portant les calligraphies de classiques chinois étaient conçues pour l'estampage.
L’estampage est une technique de reproduction qui est l’une des raisons d’être de la stèle. Celle-ci conserve le texte original mais l’estampage permet de transmettre et diffuser le texte sous forme d’une calligraphie artistique : une feuille de papier est appliquée à l’aide d’une brosse humide, afin d’épouser la gravure dans ses moindres détails. On tamponne ensuite la surface redevenue sèche avec de l’encre : les parties qui ont épousé les creux de la gravure apparaîtront en blanc sur fond noir. La forêt de stèles, ou musée Beilin de Xi'an (musée célèbre de cette ville), est le centre chinois de cette activité qui remonte au IIIe siècle.
Les estampages des époques Han ou Tang sont très recherchés mais le faux abonde.

## Autre usage

### Archéologie
Estampage peut désigner en archéologie le premier moulage de fouille archéologique.

### Épigraphie
L’estampage a été utilisé en épigraphie pour obtenir la copie exacte d’une inscription intransportable.

### Infographie
Les différents styles, calques et filtres d'Estampage (dont Estampage oreiller) sont utilisés en infographie (en édition de presse ou en dessin d'architecture / dessin industriel assisté par ordinateur) notamment par des logiciels tels que OpenGL, QuarkXPress, Adobe Photoshop etc

## Argot
Ce mot prend en argot le sens d'escroquerie.